# Jules Coutant-d'Ivry
Pour les articles homonymes, voir Coutant.
Jules Coutant, dit « Coutant-d'Ivry », né le 21 mai 1854 à Troyes (Aube) et mort le 30 août 1913 à Arpajon-sur-Cère (Cantal), est un homme politique français.

## Biographie
Jules Coutant voit le jour au sein d'une modeste famille. Son père, Victor Coutant, est peintre en équipage et sa mère, Fideline Aimée Dhenne, est femme au foyer.
En 1869, la famille Coutant décide de se rapprocher de Paris et part s'installer à Ivry-sur-Seine, quartier du Port-d'Ivry. Jules travaille très tôt, comme tourneur, dans de petites entreprises ivryennes où il se fait de nombreuses fois congédier pour activité syndicale.
À 16 ans, il entame un tour de France : il trouve embauche à Fives-Lille (Nord), à Saint-Étienne (Loire) et à Saint-Chamond (Loire).
Au retour de son service militaire, il travaille en tant qu'ouvrier mécanicien chez Darracq, chez Edison et à la cartoucherie de Vincennes.
Le 6 octobre 1877, à Ivry, il épouse Eugénie Bardin, une fille de charretier, qui lui donnera 14 enfants.
En 1878, Coutant, seulement âgé de 24 ans, est déjà considéré comme un pionnier du mouvement socialiste dans la banlieue sud de Paris et notamment à Ivry.
Plus tard, il se joint au député socialiste, Jules Joffrin qui le chargera de la propagande politique.
Membre du Parti ouvrier socialiste révolutionnaire (POSR), il est élu député de la Seine, de 3e circonscription de Sceaux, en 1893. En 1895, il adhère au Comité révolutionnaire central, de tendance blanquiste.
Il devient membre Parti socialiste révolutionnaire (PSR) et est réélu sous les couleurs de ce parti en 1898 et 1902. En 1905, il adhère au Parti socialiste unifié (SFIO) et est de nouveau élu député en 1906.
Peu après il quitte la SFIO, il est élu député en 1910 au parti républicain-socialiste (PRS). Son fils, Henri Coutant, lui succédera après sa mort en 1913.
En parallèle, Coutant est élu conseiller municipal d'Ivry-sur-Seine en 1886 et 1892, puis maire de la ville en mai 1908. Durant son mandat, il poursuit la gestion sociale des municipalités précédentes et organise un service de « crèches à domicile », un « service d’assistance par le travail » destiné aux chômeurs avec le soutien de l'équipe municipale.
De passage à Aurillac en août 1913, une quinzaine de jours avant son décès, il est frappé de congestion pulmonaire. Sa famille est appelée à son chevet. Il a, selon les médécins, de grandes chances de s'en remettre. Seulement, dans la nuit du 29 au 30 août, il déclare une crise d'urémie, qui l'emporte en quelques heures.

## Sources
- « Jules Coutant-d'Ivry », dans le Dictionnaire des parlementaires français (1889-1940), sous la direction de Jean Jolly, PUF, 1960 [détail de l’édition]
- Notice « COUTANT, Jules, Philippe »,  le maitron-en-ligne